# 891 до н. е.

## Події
Початок правління в Ассирії царя Тукульті-Нінурти ІІ. Продовжив агресивну політику своїх попередників, розширюючи кордони держави і укріплюючи її міста.
Сяо-ван (孝王, особисте ім'я Цзі Пифан), восьмий цар китайської династії Чжоу (891-886 рр. до н. е.)